# Ryuzo Kitajima
Ryuzo Kitajima (北島 隆三?, Kitajima Ryūzō; Kōbe, 23 ottobre 1985) è un cavaliere giapponese.

## Biografia
Kitajima ha anche gareggiato ai Giochi Asiatici del 2014. Ha vinto una medaglia d'argento nel salto ostacoli a squadre e si è classificato 6° in individuale.
Ha partecipato ai Giochi della XXXI Olimpiade dove si è ritirato durante la competizione individuale. 
Ha partecipato ai Giochi della XXXIII Olimpiade del 2024 sulla cavalla Cekatinka. Dopo che Cekatinka è stata sottoposta a ispezione veterinaria il giorno del salto ostacoli, Kitajima si è ritirato dalla competizione. 
Ha vinto una medaglia di bronzo olimpica.